# Josef Pitter

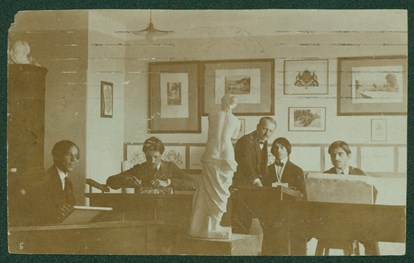
Profesor Josef Pitter se svými studenty na Státní uměleckoprůmyslové škole v Sofii, 1914

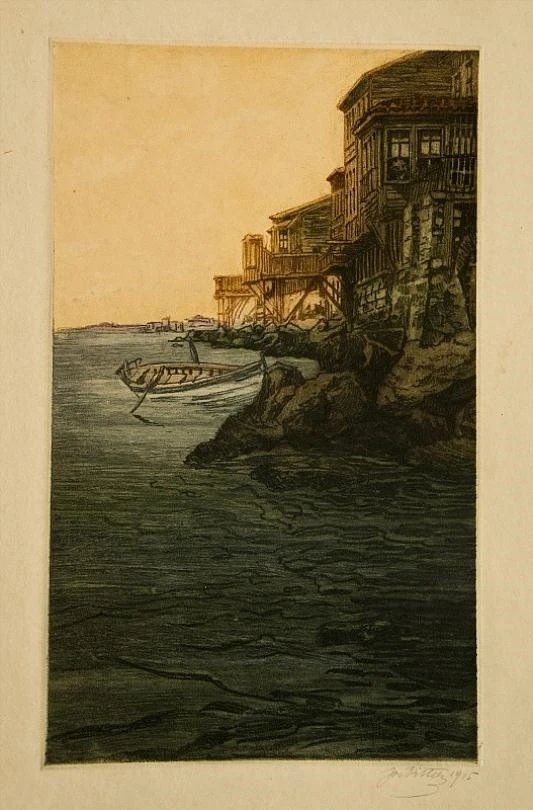
Josef Pitter: Z Bulharska (1915)

Josef Pitter, bulharsky Yosif Piter, Йозеф Питер (28. února 1881 Kostelec nad Černými lesy – 4. dubna 1925 Praha) byl český malíř, grafik, litograf a pedagog dlouhodobě žijící a působící v Bulharsku.

## Životopis

### Mládí
Narodil se 28. února 1881 v Kostelci nad Černými lesy nedaleko Prahy jakožto šesté z deseti dětí krupaře Bohumila Pittera a jeho manželky Antonie Pitterové rozené Polákové. Studoval na Uměleckoprůmyslové škole v Praze u profesorů Jiřího Stibrala a Bedřicha Klugeho a poté na Uměleckoprůmyslové škole ve Smíchově u prof. Emila Humpeise. V letech 1900 až 1902 pracoval jako litograf v tiskárně Václava Neuberta na Smíchově.

### V Bulharsku
Roku 1909 odešel pedagogicky působit do Bulharska,kam se s rodinou přestěhoval. Od 25. října 1909 do 31. prosince 1913 působil jako profesor grafiky na Státní uměleckoprůmyslové škole v bulharském hlavním městě Sofii, jakožto prakticky první akademicky vzdělaný grafik v zemi. Po usazení zde se nechal úředně zapsat pod křestním jménem Yosif a začal se tak též podepisovat. 12. července 1913 byl jmenován řádným profesorem na Státní uměleckoprůmyslové škole v Sofii. Smlouvu o přijetí funkce podepsal 15. října 1913, kde do 15. října 1921 vedl speciální oddělení grafiky. Kromě výuky litografie zde zavedl také studium techniky leptu. Spolu s ním na škole působili také čeští malíři Ivan Mrkvička a Jaroslav Věšín.
Téhož roku se vrátil do čerstvě vzniknuvšího Československa a 1. listopadu začal pracovat ve firmě Neubert & Synové na Smíchově v Praze.

### Úmrtí
Josef Pitter zemřel 4. dubna 1925 v Praze ve věku 44 let na následky onemocnění chřipkou. Pohřben byl na Vinohradském hřbitově.

### Rodina
21. listopadu 1908 se oženil s Emmou Hradskou. 9. dubna 1918 se jim narodila dcera Věra a 9. dubna 1922 syn Vladimír.

## Dílo
Maloval náměty ze Sofie a jejího okolí, vytvořil sérii kreseb a grafik s krajinami a zachycoval místní obyvatele, památky či výjevy z všedního života. V roce 1913 vydal album s barevnými litografiemi s názvem Pohledy z hlavního města Sofie. V roce 1914 vytvořil sérii kreseb, leptů a litografií z Edirne a Konstantinopole. Jeho studenty byli mimo jiné posléze proslulé malíři a grafici Nikolaj Rainov, Stojan Rainov, Vasil Zaharjev, Georgij Zhelezaraov, Emanuil Rakarov, Petar Morozov a další.
Roku 2015 byla u příležitosti 95. výročí navázání diplomatických vztahů mezi Bulharskem a Československem uspořádána výstava Pitterových děl v pražské Ville Pellé.

## Výstavy

### Autorské
- 2015 Josef Pitter (1881–1925), National Gallery - National Art Gallery (Nacionalna chudožestvena galerija), Sofie
  - Josef Pitter (1881–1925), Galerie Villa Pellé, Praha

## Galerie

Bulharky (olej, na pláně nalepeném na kartonu) 1912
Bulharský sedlák (akvatinta) 1907
Králík (tužka, kvaš) na papíře
Portrét dámy (akvarel) na papíře
Venkovanka se džbánem (akvarel, tužka) na papíře
Venkovanka u ohniště (tužka, lept, akvatinta) na papíře kol. 1912
Prodávání melounů (lept, akvatinta) na papíře, kolem 1914
Vesničan s voly (lept, akvatinta) na papíře, kolem 1912